# Fatmir Haxhiu
Fatmir Haxhiu (ur. 28 grudnia 1927 w Gjirokastrze, zm. 10 marca 2001) – albański malarz i oficer armii albańskiej, podpułkownik.

## Życiorys
Był synem oficera Królewskiej Armii Albańskiej. W 1930 jego rodzina przeniosła się z Gjirokastry do Tirany. W czasie włoskiej okupacji Albanii ukończył gimnazjum i przyłączył się do ruchu oporu. Po zakończeniu wojny związał się z armią i studiował w szkole wojskowej w Belgradzie, a następnie w Oficerskiej Szkole Artylerii w Zagrzebiu. Szkołę ukończył w 1948 tuż zerwaniem stosunków dyplomatycznych Albanii z Jugosławią. Kontynuując służbę wojskową coraz bardziej poświęcał się malarstwu.
W 1949 na krajowej wystawie malarstwa zdobył III nagrodę. Sukces ten spowodował, że w latach 50. udało mu się zebrać grupę najbardziej utalentowanych malarzy i rzeźbiarzy służących w armii albańskiej, którzy regularnie się spotykali i wymieniali doświadczeniami. W 1959 rozpoczął studia w Instytucie Sztuk w Tiranie, pod kierunkiem Vilsona Kilicy. Studia artystyczne ukończył w 1965. Tematem jego pracy dyplomowej był obraz nawiązujący do działań I Dywizji partyzanckiej na północy Albanii w 1944 (o wymiarach 200x300 cm). Niezależnie od działalności artystycznej do 1960 pełnił służbę w ministerstwie obrony, awansując do stopnia podpułkownika.
W latach 1966–1969 był członkiem prezydium Ligi Pisarzy i Artystów Albanii. We władzach Związku pozostał aż do 1991. Był także członkiem Rady Artystycznej przy Narodowej Galerii Sztuki w Tiranie. W latach 1970–1982 pracował jako wykładowca w Instytucie Sztuk Pięknych.
Od roku 1967 jego prace prezentowano regularnie na wystawach malarstwa albańskiego. Jego dzieła eksponowano także na wystawach sztuki albańskiej we Włoszech, Francji, Grecji, Austrii i w Chinach. Większość dzieł Haxhiu stanowiły obrazy batalistyczne, nawiązujące do okresu II wojny światowej. Tego typu twórczość popularyzowano w czasopismach, które przy okazji kolejnych rocznic chętnie odwoływały się do obrazów namalowanych przez Haxhiu, a także w podręcznikach szkolnych, w których stanowiły podstawowy materiał ilustracyjny.
Za swoją twórczość otrzymał tytuł Zasłużonego Malarza (alb. Piktor i Merituar). Imię Haxhiu nosi jedna z ulic w centrum Tirany. W 2014 w Tiranie odsłonięto pośmiertną wystawę prac artysty, którą otworzyła jego córka Arjana Maçi Haxhiu. W 2024 ukazała się biografia artysty, pióra Suzany Varvaricy.